# Landesstraße 31
Die L31 ist eine Landesstraße L in Niederösterreich. Sie führt auf einer Länge von 22 Kilometern von Goldgeben nach Zissersdorf zur Horner Straße B4 weiter über Leitzersdorf und Leobendorf zur Donau Straße in Korneuburg.

## Ausbau (Chronologie, Auswahl)
Durch den Bau der Wiener Außenring Schnellstraße wurde der ursprüngliche Straßenverlauf der L31 zwischen Leobendorf und Korneuburg verändert. Es wurde eine markante Kurve begradigt sowie die Schnellstraße überquert.